# Ramiz Məmmədov
Ramiz Məmmədov (in russo Рамиз Мамедов?, Ramiz Mamedov; Ağdam, 15 agosto 1968) è un ex calciatore azero, di ruolo difensore.

## Statistiche

### Cronologia presenze e reti in nazionale
| Cronologia completa delle presenze e delle reti in nazionale ― Azerbaigian | Cronologia completa delle presenze e delle reti in nazionale ― Azerbaigian | Cronologia completa delle presenze e delle reti in nazionale ― Azerbaigian | Cronologia completa delle presenze e delle reti in nazionale ― Azerbaigian | Cronologia completa delle presenze e delle reti in nazionale ― Azerbaigian | Cronologia completa delle presenze e delle reti in nazionale ― Azerbaigian | Cronologia completa delle presenze e delle reti in nazionale ― Azerbaigian | Cronologia completa delle presenze e delle reti in nazionale ― Azerbaigian |
| Data                                                                       | Città                                                                      | In casa                                                                    | Risultato                                                                  | Ospiti                                                                     | Competizione                                                               | Reti                                                                       | Note                                                                       |
| -------------------------------------------------------------------------- | -------------------------------------------------------------------------- | -------------------------------------------------------------------------- | -------------------------------------------------------------------------- | -------------------------------------------------------------------------- | -------------------------------------------------------------------------- | -------------------------------------------------------------------------- | -------------------------------------------------------------------------- |
| 01/03/1997                                                                 | Larnaca                                                                    | Estonia                                                                    | 2 – 0                                                                      | Azerbaigian                                                                | Amichevole                                                                 | -                                                                          | 55’                                                                        |
| 04/06/2000                                                                 | Baku                                                                       | Azerbaigian                                                                | 0 – 0                                                                      | Georgia                                                                    | Amichevole                                                                 | -                                                                          | 75’                                                                        |
| 26/07/2000                                                                 | Varna                                                                      | Bulgaria                                                                   | 2 – 1                                                                      | Azerbaigian                                                                | San Pelegrino Tournament                                                   | 1                                                                          |                                                                            |
| 27/07/2000                                                                 | Varna                                                                      | Azerbaigian                                                                | 1 – 2                                                                      | Macedonia del Nord                                                         | San Pelegrino Tournament                                                   | 1                                                                          |                                                                            |
| 02/09/2000                                                                 | Baku                                                                       | Azerbaigian                                                                | 0 – 1                                                                      | Svezia                                                                     | Qual. Mondiali 2002                                                        | -                                                                          | 86’                                                                        |
| 11/10/2000                                                                 | Baku                                                                       | Azerbaigian                                                                | 0 – 1                                                                      | Turchia                                                                    | Qual. Mondiali 2002                                                        | -                                                                          | 85’                                                                        |
| 15/02/2001                                                                 | Varna                                                                      | Uzbekistan                                                                 | 2 – 1                                                                      | Azerbaigian                                                                | Amichevole                                                                 | -                                                                          |                                                                            |
| 09/05/2001                                                                 | Kutaisi                                                                    | Georgia                                                                    | 1 – 0                                                                      | Azerbaigian                                                                | Amichevole                                                                 | -                                                                          |                                                                            |
| 02/06/2001                                                                 | Istanbul                                                                   | Turchia                                                                    | 3 – 0                                                                      | Azerbaigian                                                                | Qual. Mondiali 2002                                                        | -                                                                          |                                                                            |
| 06/06/2001                                                                 | Baku                                                                       | Azerbaigian                                                                | 2 – 0                                                                      | Slovacchia                                                                 | Qual. Mondiali 2002                                                        | -                                                                          |                                                                            |
| 01/09/2001                                                                 | Chișinău                                                                   | Moldavia                                                                   | 2 – 0                                                                      | Azerbaigian                                                                | Qual. Mondiali 2002                                                        | -                                                                          |                                                                            |
| 27/03/2002                                                                 | Tirana                                                                     | Albania                                                                    | 1 – 0                                                                      | Azerbaigian                                                                | Amichevole                                                                 | -                                                                          |                                                                            |
| 12/10/2002                                                                 | Helsinki                                                                   | Finlandia                                                                  | 3 – 0                                                                      | Azerbaigian                                                                | Qual. Euro 2004                                                            | -                                                                          | 92’                                                                        |
| 12/02/2003                                                                 | Podgorica                                                                  | Serbia e Montenegro                                                        | 2 – 2                                                                      | Azerbaigian                                                                | Qual. Euro 2004                                                            | -                                                                          |                                                                            |
| 29/03/2003                                                                 | Cardiff                                                                    | Galles                                                                     | 4 – 0                                                                      | Azerbaigian                                                                | Qual. Euro 2004                                                            | -                                                                          |                                                                            |
| Totale                                                                     |                                                                            | Presenze                                                                   | 15                                                                         |                                                                            | Reti                                                                       | 2                                                                          |                                                                            |

## Palmarès

### Club

#### Competizioni nazionali
- Coppa dell'Azerbaigian: 2

Kəpəz: 1999-2000
Şəfa: 2000-2001